# Deuxième tour des éliminatoires de la zone Amérique du Nord, Amérique centrale et Caraïbes de la Coupe du monde de football 2026
Cet article donne les résultats du deuxième tour de la zone Amérique du Nord, Amérique centrale et Caraïbes pour les éliminatoires de la Coupe du monde 2026.
Navigation
Premier tour Troisième tour

## Format
Étant donné que le Canada, le Mexique et les États-Unis se sont qualifiés pour le tournoi final en tant que pays hôte, ils ne participeront pas au tournoi de qualification. Trente équipes, les vingt-huit premières du classement mondial de la FIFA de décembre 2023 et les deux vainqueurs du premier tour sont réparties en six groupes de cinq équipes, et chaque équipe affrontera une fois l'autre équipe de son groupe avec deux matchs à domicile et deux matchs à l'extérieur (matchs uniques chacun). Les vainqueurs et les deuxièmes de chaque groupe passeront au troisième tour.

## Tirage au sort
Le tirage au sort a eu lieu le 25 janvier 2024 à Zurich, en Suisse. Les équipes ont été classées en fonction du classement mondial masculin de la FIFA de décembre 2023.
| Chapeau 1  | FIFA | Chapeau 2          | FIFA | Chapeau 3                  | FIFA | Chapeau 4                       | FIFA | Chapeau 5              | FIFA |
| Panama     | 41   | Curaçao            | 90   | Saint-Christophe-et-Niévès | 147  | Bermudes                        | 171  | Belize                 | 182  |
| Costa Rica | 52   | Trinité-et-Tobago  | 96   | République dominicaine     | 151  | Saint-Vincent-et-les-Grenadines | 173  | Aruba                  | 193  |
| Jamaïque   | 55   | Guatemala          | 108  | Guyana                     | 157  | Grenade                         | 174  | Îles Caïmans           | 197  |
| Honduras   | 76   | Nicaragua          | 134  | Porto Rico                 | 159  | Montserrat                      | 176  | Bahamas                | 202  |
| Salvador   | 78   | Antigua-et-Barbuda | 142  | Sainte-Lucie               | 167  | Barbade                         | 178  | Vainqueur 1er tour - 1 |      |
| Haïti      | 89   | Suriname           | 143  | Cuba                       | 169  | Dominique                       | 180  | Vainqueur 1er tour - 2 |      |

| 1er tour                    | FIFA |
| Îles Turques-et-Caïques     | 206  |
| Îles Vierges britanniques   | 207  |
| Îles Vierges des États-Unis | 208  |
| Anguilla                    | 209  |

## Résultats

### Groupe A
| Rang | Équipe             | Pts | J | G | N | P | Bp | Bc | Diff |  | Résultats (▼ dom., ► ext.) |     |     |     |     |     |
| ---- | ------------------ | --- | - | - | - | - | -- | -- | ---- |  | -------------------------- | --- | --- | --- | --- | --- |
| 1    | Honduras           | 12  | 4 | 4 | 0 | 0 | 12 | 2  | +10  |  | Honduras                   |     |     | 3-1 |     | 2-0 |
| 2    | Bermudes           | 7   | 4 | 2 | 1 | 1 | 9  | 8  | +1   |  | Bermudes                   | 1-6 |     |     | 5-0 |     |
| 3    | Cuba               | 6   | 4 | 2 | 0 | 2 | 6  | 5  | +1   |  | Cuba                       |     | 1-2 |     | 3-0 |     |
| 4    | Îles Caïmans       | 3   | 4 | 1 | 0 | 3 | 1  | 9  | -8   |  | Îles Caïmans               | 0-1 |     |     |     | 1-0 |
| 5    | Antigua-et-Barbuda | 1   | 4 | 0 | 1 | 3 | 1  | 5  | -4   |  | Antigua-et-Barbuda         |     | 1-1 | 0-1 |     |     |

| 5 juin 2024 | Antigua-et-Barbuda | 1 - 1   | Bermudes | ABFA Technical Centre, Piggotts                      |                                                      |
| 15h00 UTC−4 | Deterville 26e     | (1 - 0) | 90e Ming | Spectateurs : 404 Arbitrage : Adonis Carrasco Garcia | Spectateurs : 404 Arbitrage : Adonis Carrasco Garcia |
| 15h00 UTC−4 | Rapport            |         |          | Spectateurs : 404 Arbitrage : Adonis Carrasco Garcia | Spectateurs : 404 Arbitrage : Adonis Carrasco Garcia |

| 6 juin 2024 | Honduras                                    | 3 - 1   | Cuba        | Stade José de la Paz Herrera Uclés, Tegucigalpa |                                                |
| 18h30 UTC−6 | Lozano 26e · Rodríguez 45+2e · Castillo 82e | (2 - 1) | 22e M.Reyes | Spectateurs : 10 111 Arbitrage : Juan Calderón  | Spectateurs : 10 111 Arbitrage : Juan Calderón |
| 18h30 UTC−6 | Rapport                                     |         |             | Spectateurs : 10 111 Arbitrage : Juan Calderón  | Spectateurs : 10 111 Arbitrage : Juan Calderón |

| 8 juin 2024 | Îles Caïmans   | 1 - 0   | Antigua-et-Barbuda | Stade Truman-Bodden, George Town                  |                                                   |
| 21h00 UTC−5 | Campbell 90+1e | (0 - 0) |                    | Spectateurs : 637 Arbitrage : Pierre-Luc Lauzière | Spectateurs : 637 Arbitrage : Pierre-Luc Lauzière |
| 21h00 UTC−5 | Rapport        |         |                    | Spectateurs : 637 Arbitrage : Pierre-Luc Lauzière | Spectateurs : 637 Arbitrage : Pierre-Luc Lauzière |

| 9 juin 2024 | Bermudes    | 1 - 6   | Honduras                                                                       | Stade national des Bermudes, Bermudes                   |                                                         |
| 20h00 UTC−3 | Lewis 45+4e | (1 - 1) | 14e Arriaga · 49e D.Ruíz · 53e Rodríguez · 56e Vega · 62e Najar · 90+1e Róchez | Spectateurs : 1 021 Arbitrage : Karen Hernández Andrade | Spectateurs : 1 021 Arbitrage : Karen Hernández Andrade |
| 20h00 UTC−3 | Rapport     |         |                                                                                | Spectateurs : 1 021 Arbitrage : Karen Hernández Andrade | Spectateurs : 1 021 Arbitrage : Karen Hernández Andrade |

| 11 juin 2024 | Cuba    | 3 - 0 (Forfait) | Îles Caïmans | Estadio Antonio Maceo, Santiago de Cuba |                            |
| 15h30 UTC−4  |         |                 |              | Arbitrage : Fernando Morón              | Arbitrage : Fernando Morón |
| 15h30 UTC−4  | Rapport |                 |              | Arbitrage : Fernando Morón              | Arbitrage : Fernando Morón |

| 4 juin 2025 | Bermudes                                                              | 5 - 0   | Îles Caïmans | Stade national des Bermudes, Hamilton |                            |
|             | Lewis 12e (pen.) · Parfitt 54e · Hall 64e · Lambe 79e · Carpenter 85e | (1 - 0) |              | Arbitrage : Rubiel Vazquez            | Arbitrage : Rubiel Vazquez |
|             | Rapport                                                               |         |              | Arbitrage : Rubiel Vazquez            | Arbitrage : Rubiel Vazquez |

| 6 juin 2025 | Antigua-et-Barbuda | 0 - 1   | Cuba        | ABFA Technical Center, Piggotts               |                                               |
|             |                    | (0 - 1) | 45+8e Bravo | Spectateurs : 428 Arbitrage : Kwinsi Williams | Spectateurs : 428 Arbitrage : Kwinsi Williams |
|             | Rapport            |         |             | Spectateurs : 428 Arbitrage : Kwinsi Williams | Spectateurs : 428 Arbitrage : Kwinsi Williams |

| 7 juin 2025 | Îles Caïmans | 0 - 1   | Honduras           | Stade Truman-Bodden, George Town                |                                                 |
|             |              | (0 - 0) | 86e (csc) Robinson | Spectateurs : 3 600 Arbitrage : Adonis Carrasco | Spectateurs : 3 600 Arbitrage : Adonis Carrasco |
|             | Rapport      |         |                    | Spectateurs : 3 600 Arbitrage : Adonis Carrasco | Spectateurs : 3 600 Arbitrage : Adonis Carrasco |

| 10 juin 2025 | Cuba        | 1 - 2   | Bermudes               | Estadio Antonio Maceo, Santiago de Cuba |                            |
|              | Aguirre 58e | (0 - 1) | 6e Parfitt · 74e Lambe | Arbitrage : Oliver Vergara              | Arbitrage : Oliver Vergara |
|              | Rapport     |         |                        | Arbitrage : Oliver Vergara              | Arbitrage : Oliver Vergara |

| 10 juin 2025 | Honduras              | 2 - 0   | Antigua-et-Barbuda | Stade José de la Paz Herrera Uclés, Tegucigalpa             |                                                             |
|              | Montes 49e · Vega 80e | (0 - 0) |                    | Spectateurs : 7 905 Arbitrage : José Waldir García Meléndez | Spectateurs : 7 905 Arbitrage : José Waldir García Meléndez |
|              | Rapport               |         |                    | Spectateurs : 7 905 Arbitrage : José Waldir García Meléndez | Spectateurs : 7 905 Arbitrage : José Waldir García Meléndez |

### Groupe B
| Rang | Équipe                     | Pts | J | G | N | P | Bp | Bc | Diff |  | Résultats (▼ dom., ► ext.) |     |     |     |     |     |
| ---- | -------------------------- | --- | - | - | - | - | -- | -- | ---- |  | -------------------------- | --- | --- | --- | --- | --- |
| 1    | Costa Rica                 | 12  | 4 | 4 | 0 | 0 | 17 | 1  | +16  |  | Costa Rica                 |     | 2-1 |     | 4-0 |     |
| 2    | Trinité-et-Tobago          | 7   | 4 | 2 | 1 | 1 | 16 | 7  | +9   |  | Trinité-et-Tobago          |     |     | 2-2 | 6-2 |     |
| 3    | Grenade                    | 7   | 4 | 2 | 1 | 1 | 12 | 6  | +6   |  | Grenade                    | 0-3 |     |     |     | 6-0 |
| 4    | Saint-Christophe-et-Niévès | 3   | 4 | 1 | 0 | 3 | 5  | 13 | -8   |  | Saint-Christophe-et-Niévès |     |     | 2-3 |     | 1-0 |
| 5    | Bahamas                    | 0   | 4 | 0 | 0 | 4 | 1  | 22 | -21  |  | Bahamas                    | 0-8 | 1-7 |     |     |     |

| 5 juin 2024 | Trinité-et-Tobago      | 2 - 2   | Grenade              | Stade Hasely-Crawford, Port-d'Espagne         |                                               |
| 19h30 UTC−4 | Moore 43e · Telfer 74e | (1 - 2) | 24e (pen.) Hippolyte | Spectateurs : 8 500 Arbitrage : Mario Escobar | Spectateurs : 8 500 Arbitrage : Mario Escobar |
| 19h30 UTC−4 | Rapport                |         |                      | Spectateurs : 8 500 Arbitrage : Mario Escobar | Spectateurs : 8 500 Arbitrage : Mario Escobar |

| 6 juin 2024 | Costa Rica                             | 4 - 0   | Saint-Christophe-et-Niévès | Stade national du Costa Rica, San José      |                                             |
| 20h30 UTC−6 | Galo 40e 49e · Alcócer 82e · Rojas 84e | (1 - 0) | 22e M.Reyes                | Spectateurs : 15 700 Arbitrage : Julio Luna | Spectateurs : 15 700 Arbitrage : Julio Luna |
| 20h30 UTC−6 | Rapport                                |         |                            | Spectateurs : 15 700 Arbitrage : Julio Luna | Spectateurs : 15 700 Arbitrage : Julio Luna |

| 8 juin 2024 | Bahamas      | 1 - 7   | Trinité-et-Tobago                                                             | SKNFA Technical Center, Saint-Peter Basseterre         |                                                        |
| 17h30 UTC−4 | Campbell 87e | (0 - 4) | 6e 66e M.Shaw · 14e (pen.) Jones · 43e 45e Muckette · 56e Moore · 84e N.James | Spectateurs : 165 Arbitrage : Marco Antonio Ortíz Nava | Spectateurs : 165 Arbitrage : Marco Antonio Ortíz Nava |
| 17h30 UTC−4 | Rapport      |         |                                                                               | Spectateurs : 165 Arbitrage : Marco Antonio Ortíz Nava | Spectateurs : 165 Arbitrage : Marco Antonio Ortíz Nava |

| 9 juin 2024 | Grenade | 0 - 3   | Costa Rica                          | Stade Kirani-James, Saint-Georges             |                                               |
| 17h00 UTC−4 |         | (0 - 2) | 9e Ugalde · 34e Zamora · 70e Taylor | Spectateurs : 2 780 Arbitrage : Steffon Dewar | Spectateurs : 2 780 Arbitrage : Steffon Dewar |
| 17h00 UTC−4 | Rapport |         |                                     | Spectateurs : 2 780 Arbitrage : Steffon Dewar | Spectateurs : 2 780 Arbitrage : Steffon Dewar |

| 11 juin 2024 | Saint-Christophe-et-Niévès | 1 - 0   | Bahamas | Warner Park, Basseterre                    |                                            |
| 16h00 UTC−4  | Bristow 12e                | (1 - 0) |         | Spectateurs : 539 Arbitrage : Walter López | Spectateurs : 539 Arbitrage : Walter López |
| 16h00 UTC−4  | Rapport                    |         |         | Spectateurs : 539 Arbitrage : Walter López | Spectateurs : 539 Arbitrage : Walter López |

| 4 juin 2025 | Grenade                                                                        | 6 - 0   | Bahamas | Stade Kirani-James, Saint-Georges             |                                               |
|             | Francis 15e · Johnson 36e · Francois 58e · Isaac 72e · Harrack 77e · Lewis 90e | (2 - 0) |         | Spectateurs : 2 235 Arbitrage : Shavin Greene | Spectateurs : 2 235 Arbitrage : Shavin Greene |
|             | Rapport                                                                        |         |         | Spectateurs : 2 235 Arbitrage : Shavin Greene | Spectateurs : 2 235 Arbitrage : Shavin Greene |

| 6 juin 2025 | Trinité-et-Tobago                                                         | 6 - 2   | Saint-Christophe-et-Niévès | Stade Hasely-Crawford, Port-d'Espagne          |                                                |
|             | García 9e · Sealy 29e 66e · Molino 48e (pen.) · Fortune 85e · N.James 89e | (2 - 2) | 27e Amory · 45e T.Williams | Spectateurs : 20 353 Arbitrage : Natalie Simon | Spectateurs : 20 353 Arbitrage : Natalie Simon |
|             | Rapport                                                                   |         |                            | Spectateurs : 20 353 Arbitrage : Natalie Simon | Spectateurs : 20 353 Arbitrage : Natalie Simon |

| 7 juin 2025 | Bahamas | 0 - 8   | Costa Rica                                                                                     | Wildey Turf, Wildey                      |                                          |
|             |         | (0 - 3) | 20e A.Martínez · 37e Mora · 45+2e Bran · 48e Galo · 51e Ugalde · 64e 79e Madrigal · 90e Zamora | Spectateurs : 700 Arbitrage : Reon Radix | Spectateurs : 700 Arbitrage : Reon Radix |
|             | Rapport |         |                                                                                                | Spectateurs : 700 Arbitrage : Reon Radix | Spectateurs : 700 Arbitrage : Reon Radix |

| 10 juin 2025 | Saint-Christophe-et-Niévès  | 2 - 3   | Grenade                                        | Warner Park, Basseterre       |                               |
|              | Simpson 34e · Sawyers 90+4e | (1 - 0) | 49e Charles-Cook · 76e Francis · 90+1e Johnson | Arbitrage : Cristopher Corado | Arbitrage : Cristopher Corado |
|              | Rapport                     |         |                                                | Arbitrage : Cristopher Corado | Arbitrage : Cristopher Corado |

| 10 juin 2025 | Costa Rica                  | 2 - 1     | Trinité-et-Tobago | Stade national du Costa Rica, San José                   |                                                          |
|              | Mitchell 23e · Madrigal 38e | (2 - 0)   | 58e García        | Spectateurs : 17 000 Arbitrage : Daniel Quintero Huitrón | Spectateurs : 17 000 Arbitrage : Daniel Quintero Huitrón |
|              | Rapport                     | 76e Jones |                   | Spectateurs : 17 000 Arbitrage : Daniel Quintero Huitrón | Spectateurs : 17 000 Arbitrage : Daniel Quintero Huitrón |

### Groupe C
| Rang | Équipe       | Pts | J | G | N | P | Bp | Bc | Diff |  | Résultats (▼ dom., ► ext.) |     |     |     |     |     |
| ---- | ------------ | --- | - | - | - | - | -- | -- | ---- |  | -------------------------- | --- | --- | --- | --- | --- |
| 1    | Curaçao      | 12  | 4 | 4 | 0 | 0 | 15 | 2  | +13  |  | Curaçao                    |     |     | 4-0 |     | 4-1 |
| 2    | Haïti        | 9   | 4 | 3 | 0 | 1 | 11 | 7  | +4   |  | Haïti                      | 1-5 |     | 2-1 |     |     |
| 3    | Sainte-Lucie | 4   | 4 | 1 | 1 | 2 | 5  | 9  | -4   |  | Sainte-Lucie               |     |     |     | 2-2 | 2-1 |
| 4    | Aruba        | 2   | 4 | 0 | 2 | 2 | 3  | 10 | -7   |  | Aruba                      | 0-2 | 0-5 |     |     |     |
| 5    | Barbade      | 1   | 4 | 0 | 1 | 3 | 4  | 10 | -6   |  | Barbade                    |     | 1-3 |     | 1-1 |     |

| 6 juin 2024 | Curaçao                                    | 4 - 1   | Barbade            | Stade Ergilio-Hato, Willemstad              |                                             |
| 19h30 UTC−4 | Janga 25e 62e 86e (pen.) · Kastaneer 90+2e | (1 - 0) | 90+2e Reid-Stephen | Spectateurs : 4 254 Arbitrage : Iván Barton | Spectateurs : 4 254 Arbitrage : Iván Barton |
| 19h30 UTC−4 | Rapport                                    |         |                    | Spectateurs : 4 254 Arbitrage : Iván Barton | Spectateurs : 4 254 Arbitrage : Iván Barton |

| 6 juin 2024 | Haïti                   | 2 - 1   | Sainte-Lucie | Wildey Turf, Wildey                        |                                            |
| 17h00 UTC−4 | Duverne 47e · Nazon 77e | (0 - 1) | 18e Elva     | Spectateurs : 88 Arbitrage : Ismail Elfath | Spectateurs : 88 Arbitrage : Ismail Elfath |
| 17h00 UTC−4 | Rapport                 |         |              | Spectateurs : 88 Arbitrage : Ismail Elfath | Spectateurs : 88 Arbitrage : Ismail Elfath |

| 8 juin 2024 | Aruba   | 0 - 2   | Curaçao                        | Stade Trinidad, Oranjestad     |                                |
| 20h00 UTC−4 |         | (0 - 0) | 58e J. Bacuna · 90+6e Severina | Arbitrage : César Arturo Ramos | Arbitrage : César Arturo Ramos |
| 20h00 UTC−4 | Rapport |         |                                | Arbitrage : César Arturo Ramos | Arbitrage : César Arturo Ramos |

| 9 juin 2024 | Barbade          | 1 - 3   | Haïti                                         | Wildey Turf, Wildey        |                            |
| 17h00 UTC−4 | Reid-Stephen 73e | (0 - 2) | 12e Louicius · 45+1e Lacroix · 84e Labissiere | Arbitrage : Keylor Herrera | Arbitrage : Keylor Herrera |
| 17h00 UTC−4 | Rapport          |         |                                               | Arbitrage : Keylor Herrera | Arbitrage : Keylor Herrera |

| 11 juin 2024 | Sainte-Lucie                  | 2 - 2   | Aruba                             | Wildey Turf, Wildey                       |                                           |
| 15h00 UTC−4  | Stanislas 45+2e · Pearson 67e | (1 - 2) | 21e Bennett · 43e (pen.) Marselia | Spectateurs : 42 Arbitrage : Selvin Brown | Spectateurs : 42 Arbitrage : Selvin Brown |
| 15h00 UTC−4  | Rapport                       |         |                                   | Spectateurs : 42 Arbitrage : Selvin Brown | Spectateurs : 42 Arbitrage : Selvin Brown |

| 4 juin 2025 | Barbade                                 | 1 - 1   | Aruba                                                                    | Wildey Turf, Bridgetown                       |                                               |
| 23h00       | Omani Leacock 7e (pen.)                 | (1 - 1) | 15e Luydens                                                              | Spectateurs : 2 000 Arbitrage : Samuel Andrew | Spectateurs : 2 000 Arbitrage : Samuel Andrew |
| 23h00       | Gilkes 37e · Williams 66e · Leacock 80e | Rapport | 19e Nickelson · 60e Bennet · 77e Senchi · 90+1e Hersilia · 90+3e Lentink | Spectateurs : 2 000 Arbitrage : Samuel Andrew | Spectateurs : 2 000 Arbitrage : Samuel Andrew |

| 6 juin 2025 | Curaçao                            | 4 - 0   | Sainte-Lucie | Stade Ergilio-Hato, Willemstad                   |                                                  |
|             | Kastaneer 37e 52e 57e · Bacuna 74e | (1 - 0) |              | Spectateurs : 7 715 Arbitrage : Jose Raul Torres | Spectateurs : 7 715 Arbitrage : Jose Raul Torres |
|             | Rapport                            |         |              | Spectateurs : 7 715 Arbitrage : Jose Raul Torres | Spectateurs : 7 715 Arbitrage : Jose Raul Torres |

| 7 juin 2025 | Aruba   | 0 - 5   | Haïti                                                                     | Stade Trinidad, Oranjestad                                   |                                                              |
|             |         | (0 - 2) | 29e Jean Jacques · 35e Pierrot · 61e Providence · 67e Nazon · 86e Prunier | Spectateurs : 673 Arbitrage : Luis Enrique Santander Aguirre | Spectateurs : 673 Arbitrage : Luis Enrique Santander Aguirre |
|             | Rapport |         |                                                                           | Spectateurs : 673 Arbitrage : Luis Enrique Santander Aguirre | Spectateurs : 673 Arbitrage : Luis Enrique Santander Aguirre |

| 10 juin 2025 | Haïti           | 1 - 5   | Curaçao                                                                   | Stade Trinidad, Oranjestad                      |                                                 |
|              | Don Deedson 61e | (0 - 2) | 12e Kastaneer · 15e Gorré · 69e Margaritha · 89e Felida · 90+3e Antonisse | Spectateurs : 1 115 Arbitrage : Steven Madrigal | Spectateurs : 1 115 Arbitrage : Steven Madrigal |
|              | Rapport         |         |                                                                           | Spectateurs : 1 115 Arbitrage : Steven Madrigal | Spectateurs : 1 115 Arbitrage : Steven Madrigal |

| 10 juin 2025 | Sainte-Lucie    | 2 - 1     | Barbade      | Daren Sammy Cricket Ground, Gros Islet     |                                            |
|              | Elva 42e (pen.) | (1 - 1)   | 12e Richards | Spectateurs : 144 Arbitrage : Sergio Reyna | Spectateurs : 144 Arbitrage : Sergio Reyna |
|              | Rapport         | 62e Small |              | Spectateurs : 144 Arbitrage : Sergio Reyna | Spectateurs : 144 Arbitrage : Sergio Reyna |

### Groupe D
| Rang | Équipe     | Pts | J | G | N | P | Bp | Bc | Diff |  | Résultats (▼ dom., ► ext.) |     |     |     |     |     |
| ---- | ---------- | --- | - | - | - | - | -- | -- | ---- |  | -------------------------- | --- | --- | --- | --- | --- |
| 1    | Panama     | 12  | 4 | 4 | 0 | 0 | 10 | 1  | +9   |  | Panama                     |     | 3-0 | 2-0 |     |     |
| 2    | Nicaragua  | 9   | 4 | 3 | 0 | 1 | 9  | 4  | +5   |  | Nicaragua                  |     |     | 1-0 | 4-1 |     |
| 3    | Guyana     | 6   | 4 | 2 | 0 | 2 | 6  | 4  | +2   |  | Guyana                     |     |     |     | 3-0 | 3-1 |
| 4    | Montserrat | 3   | 4 | 1 | 0 | 3 | 3  | 10 | -7   |  | Montserrat                 | 1-3 |     |     |     | 1-0 |
| 5    | Belize     | 0   | 4 | 0 | 0 | 4 | 1  | 10 | -9   |  | Belize                     | 0-2 | 0-4 |     |     |     |

| 5 juin 2024 | Nicaragua                                                   | 4 - 1   | Montserrat | Stade national Dennis Martínez, Managua     |                                             |
| 20h00 UTC−6 | J.Moreno 3e · Daniels 23e (csc) · Montes 69e · Medina 90+3e | (2 - 1) | 9e Barzey  | Spectateurs : 14 320 Arbitrage : Tori Penso | Spectateurs : 14 320 Arbitrage : Tori Penso |
| 20h00 UTC−6 | Rapport                                                     |         |            | Spectateurs : 14 320 Arbitrage : Tori Penso | Spectateurs : 14 320 Arbitrage : Tori Penso |

| 6 juin 2024 | Panama                           | 2 - 0   | Guyana | Stade Rommel-Fernández, Panama                     |                                                    |
| 19h30 UTC−5 | C.Martínez 62e · J.Rodríguez 65e | (0 - 0) |        | Spectateurs : 8 575 Arbitrage : Filiberto Martinez | Spectateurs : 8 575 Arbitrage : Filiberto Martinez |
| 19h30 UTC−5 | Rapport                          |         |        | Spectateurs : 8 575 Arbitrage : Filiberto Martinez | Spectateurs : 8 575 Arbitrage : Filiberto Martinez |

| 8 juin 2024 | Belize  | 0 - 4   | Nicaragua                                                    | FFB Stadium, Belmopan   |                         |
| 18h00 UTC−6 |         | (0 - 1) | 39e 65e Hernández · 56e (pen.) Barrera · 89e (pen.) J.Moreno | Arbitrage : Bryan López | Arbitrage : Bryan López |
| 18h00 UTC−6 | Rapport |         |                                                              | Arbitrage : Bryan López | Arbitrage : Bryan López |

| 9 juin 2024 | Montserrat | 1 - 3   | Panama                                    | Stade national Dennis Martínez, Managua      |                                              |
| 19h00 UTC−6 | Simon 48e  | (0 - 1) | 40e Welch · 61e Fajardo · 70e J.Rodríguez | Spectateurs : 155 Arbitrage : Ismael Cornejo | Spectateurs : 155 Arbitrage : Ismael Cornejo |
| 19h00 UTC−6 | Rapport    |         |                                           | Spectateurs : 155 Arbitrage : Ismael Cornejo | Spectateurs : 155 Arbitrage : Ismael Cornejo |

| 12 juin 2024 | Guyana                       | 3 - 1   | Belize        | Wildey Turf, Wildey                      |                                          |
| 18h00 UTC−4  | D.Moore 66e 71e · Gordon 67e | (0 - 0) | 88e Bernárdez | Spectateurs : 110 Arbitrage : Reon Radix | Spectateurs : 110 Arbitrage : Reon Radix |
| 18h00 UTC−4  | Rapport                      |         |               | Spectateurs : 110 Arbitrage : Reon Radix | Spectateurs : 110 Arbitrage : Reon Radix |

| 4 juin 2025 | Montserrat | 1 - 0   | Belize | Stade Ato-Boldon, Couva                   |                                           |
|             | Rogers 2e  | (1 - 0) |        | Spectateurs : 93 Arbitrage : Kimbell Ward | Spectateurs : 93 Arbitrage : Kimbell Ward |
|             | Rapport    |         |        | Spectateurs : 93 Arbitrage : Kimbell Ward | Spectateurs : 93 Arbitrage : Kimbell Ward |

| 6 juin 2025 | Nicaragua  | 1 - 0   | Guyana | Nicaragua National Football Stadium, Managua        |                                                     |
|             | Moreno 41e | (1 - 0) |        | Spectateurs : 18 532 Arbitrage : Ekaterina Koroleva | Spectateurs : 18 532 Arbitrage : Ekaterina Koroleva |
|             | Rapport    |         |        | Spectateurs : 18 532 Arbitrage : Ekaterina Koroleva | Spectateurs : 18 532 Arbitrage : Ekaterina Koroleva |

| 7 juin 2025 | Belize  | 0 - 2   | Panama                       | FFB Stadium, Belmopan  |                        |
|             |         | (0 - 1) | 10e Escobar · 50e E.Guerrero | Arbitrage : Julio Luna | Arbitrage : Julio Luna |
|             | Rapport |         |                              | Arbitrage : Julio Luna | Arbitrage : Julio Luna |

| 10 juin 2025 | Panama                               | 3 - 0   | Nicaragua | Stade Rommel-Fernández, Panama            |                                           |
|              | Yanis 56e · I.Díaz 88e · Davis 90+3e | (0 - 0) |           | Arbitrage : Ismael Rosario Lopez Penuelas | Arbitrage : Ismael Rosario Lopez Penuelas |
|              | Rapport                              |         |           | Arbitrage : Ismael Rosario Lopez Penuelas | Arbitrage : Ismael Rosario Lopez Penuelas |

| 10 juin 2025 | Guyana                                      | 3 - 0   | Montserrat | Synthetic Track and Field Facility, Leonara    |                                                |
|              | Ferguson 35e · De Rosario 38e · Glasgow 72e | (2 - 0) |            | Spectateurs : 530 Arbitrage : Ricangel De Leca | Spectateurs : 530 Arbitrage : Ricangel De Leca |
|              | Rapport                                     |         |            | Spectateurs : 530 Arbitrage : Ricangel De Leca | Spectateurs : 530 Arbitrage : Ricangel De Leca |

### Groupe E
| Rang | Équipe                    | Pts | J | G | N | P | Bp | Bc | Diff |  | Résultats (▼ dom., ► ext.) |     |     |     |     |     |
| ---- | ------------------------- | --- | - | - | - | - | -- | -- | ---- |  | -------------------------- | --- | --- | --- | --- | --- |
| 1    | Jamaïque                  | 12  | 4 | 4 | 0 | 0 | 8  | 2  | +6   |  | Jamaïque                   |     | 3-0 | 1-0 |     |     |
| 2    | Guatemala                 | 9   | 4 | 3 | 0 | 1 | 13 | 5  | +8   |  | Guatemala                  |     |     | 4-2 | 6-0 |     |
| 3    | République dominicaine    | 6   | 4 | 2 | 0 | 2 | 11 | 5  | +6   |  | République dominicaine     |     |     |     | 5-0 | 4-0 |
| 4    | Dominique                 | 3   | 4 | 1 | 0 | 3 | 5  | 14 | -9   |  | Dominique                  | 2-3 |     |     |     | 3-0 |
| 5    | Îles Vierges britanniques | 0   | 4 | 0 | 0 | 4 | 0  | 11 | -11  |  | Îles Vierges britanniques  | 0-1 | 0-3 |     |     |     |

| 5 juin 2024 | Guatemala                                                               | 6 - 0   | Dominique | Stade Doroteo Guamuch Flores, Guatemala                   |                                                           |
| 20h00 UTC−6 | Galindo 4e 48e · Yanes 27e · Rubin 58e · J.Martínez 78e · J.Morales 83e | (2 - 0) |           | Spectateurs : 18 313 Arbitrage : Víctor Cáceres Hernández | Spectateurs : 18 313 Arbitrage : Víctor Cáceres Hernández |
| 20h00 UTC−6 | Rapport                                                                 |         |           | Spectateurs : 18 313 Arbitrage : Víctor Cáceres Hernández | Spectateurs : 18 313 Arbitrage : Víctor Cáceres Hernández |

| 6 juin 2024 | Jamaïque      | 1 - 0   | République dominicaine | Independence Park, Kingston                  |                                              |
| 15h30 UTC−5 | Nicholson 16e | (1 - 0) |                        | Spectateurs : 9 266 Arbitrage : Drew Fischer | Spectateurs : 9 266 Arbitrage : Drew Fischer |
| 15h30 UTC−5 | Rapport       |         |                        | Spectateurs : 9 266 Arbitrage : Drew Fischer | Spectateurs : 9 266 Arbitrage : Drew Fischer |

| 8 juin 2024 | Îles Vierges britanniques | 0 - 3   | Guatemala                                        | Sherly Ground, Road Town    |                             |
| 15h00 UTC−4 |                           | (0 - 2) | 23e Castellanos · 45+3e Rubin · 47e (pen.) Pinto | Arbitrage : Kwinsi Williams | Arbitrage : Kwinsi Williams |
| 15h00 UTC−4 | Rapport                   |         |                                                  | Arbitrage : Kwinsi Williams | Arbitrage : Kwinsi Williams |

| 9 juin 2024 | Dominique              | 2 - 3   | Jamaïque                             | Windsor Park, Roseau                              |                                                   |
| 15h00 UTC−4 | George 82e · Jules 88e | (0 - 2) | 30e 79e (pen.) Nicholson · 42e Dixon | Spectateurs : 6 500 Arbitrage : Fernando Guerrero | Spectateurs : 6 500 Arbitrage : Fernando Guerrero |
| 15h00 UTC−4 | Rapport                |         |                                      | Spectateurs : 6 500 Arbitrage : Fernando Guerrero | Spectateurs : 6 500 Arbitrage : Fernando Guerrero |

| 11 juin 2024 | République dominicaine           | 4 - 0   | Îles Vierges britanniques | Estadio Panamericano, San Cristóbal             |                                                 |
| 20h00 UTC−4  | Núñez 2e 31e · Romero 14e (pen.) | (3 - 0) |                           | Spectateurs : 1 100 Arbitrage : Adonai Escobedo | Spectateurs : 1 100 Arbitrage : Adonai Escobedo |
| 20h00 UTC−4  | Rapport                          |         |                           | Spectateurs : 1 100 Arbitrage : Adonai Escobedo | Spectateurs : 1 100 Arbitrage : Adonai Escobedo |

| 4 juin 2025 | Dominique                   | 3 - 0   | Îles Vierges britanniques | Windsor Park, Roseau                                     |                                                          |
| 21h00       | Laville 29e 75e · Jules 35e | (2 - 0) |                           | Spectateurs : 12 000 Arbitrage : Karen Hernández Andrade | Spectateurs : 12 000 Arbitrage : Karen Hernández Andrade |
| 21h00       | Rapport                     |         |                           | Spectateurs : 12 000 Arbitrage : Karen Hernández Andrade | Spectateurs : 12 000 Arbitrage : Karen Hernández Andrade |

| 6 juin 2025 | Guatemala                      | 4 - 2   | République dominicaine    | Stade Cementos Progreso, Guatemala                  |                                                     |
|             | Oscar 6e 59e 62e · Nicolás 53e | (1 - 2) | 16e Romero · 36e Mörschel | Spectateurs : 13 642 Arbitrage : Guido Gonzales Jr. | Spectateurs : 13 642 Arbitrage : Guido Gonzales Jr. |
|             | Rapport                        |         |                           | Spectateurs : 13 642 Arbitrage : Guido Gonzales Jr. | Spectateurs : 13 642 Arbitrage : Guido Gonzales Jr. |

| 7 juin 2025 | Îles Vierges britanniques | 0 - 1   | Jamaïque  | Sherly Ground, Road Town                    |                                             |
|             |                           | (0 - 1) | 17e Brown | Spectateurs : 1 060 Arbitrage : Bryan López | Spectateurs : 1 060 Arbitrage : Bryan López |
|             | Rapport                   |         |           | Spectateurs : 1 060 Arbitrage : Bryan López | Spectateurs : 1 060 Arbitrage : Bryan López |

| 10 juin 2025 | République dominicaine                                                | 5 - 0   | Dominique | Stade olympique Félix-Sánchez, Saint-Domingue   |                                                 |
|              | Romero 16e · Kaparos 33e · Dollenmayer 39e · Reyes 44e · González 89e | (4 - 0) |           | Spectateurs : 6 850 Arbitrage : Marianela Araya | Spectateurs : 6 850 Arbitrage : Marianela Araya |
|              | Rapport                                                               |         |           | Spectateurs : 6 850 Arbitrage : Marianela Araya | Spectateurs : 6 850 Arbitrage : Marianela Araya |

| 10 juin 2025 | Jamaïque                    | 3 - 0   | Guatemala | Independence Park, Kingston                 |                                             |
|              | Russell 26e · Brown 37e 73e | (2 - 0) |           | Spectateurs : 7 000 Arbitrage : David Gómez | Spectateurs : 7 000 Arbitrage : David Gómez |
|              | Rapport                     |         |           | Spectateurs : 7 000 Arbitrage : David Gómez | Spectateurs : 7 000 Arbitrage : David Gómez |

### Groupe F
| Rang | Équipe                          | Pts | J | G | N | P | Bp | Bc | Diff |  | Résultats (▼ dom., ► ext.)      |     |     |     |     |     |
| ---- | ------------------------------- | --- | - | - | - | - | -- | -- | ---- |  | ------------------------------- | --- | --- | --- | --- | --- |
| 1    | Suriname                        | 10  | 4 | 3 | 1 | 0 | 10 | 2  | +8   |  | Suriname                        |     |     | 1-0 | 4-1 |     |
| 2    | Salvador                        | 8   | 4 | 2 | 2 | 0 | 7  | 2  | +5   |  | Salvador                        | 1-1 |     | 0-0 |     |     |
| 3    | Porto Rico                      | 7   | 4 | 2 | 1 | 1 | 10 | 2  | +8   |  | Porto Rico                      |     |     |     | 2-1 | 8-0 |
| 4    | Saint-Vincent-et-les-Grenadines | 3   | 4 | 1 | 0 | 3 | 9  | 9  | 0    |  | Saint-Vincent-et-les-Grenadines |     | 1-3 |     |     | 6-0 |
| 5    | Anguilla                        | 0   | 4 | 0 | 0 | 4 | 0  | 21 | -21  |  | Anguilla                        | 0-4 | 0-3 |     |     |     |

| 5 juin 2024 | Suriname                                                        | 4 - 1   | Saint-Vincent-et-les-Grenadines | Dr. Ir. Franklin Essed Stadion, Paramaribo    |                                               |
| 18h00 UTC−3 | Becker 39e (pen.) · Hilterman 45+2e · Lonwijk 46e · Montnor 70e | (2 - 0) | 31e Anderson                    | Spectateurs : 3 220 Arbitrage : Joe Dickerson | Spectateurs : 3 220 Arbitrage : Joe Dickerson |
| 18h00 UTC−3 | Rapport                                                         |         |                                 | Spectateurs : 3 220 Arbitrage : Joe Dickerson | Spectateurs : 3 220 Arbitrage : Joe Dickerson |

| 6 juin 2024 | Salvador | 0 - 0   | Porto Rico | Stade Cuscatlán, San Salvador                  |                                                |
| 20h30 UTC−6 |          | (0 - 0) |            | Spectateurs : 10 851 Arbitrage : Saíd Martínez | Spectateurs : 10 851 Arbitrage : Saíd Martínez |
| 20h30 UTC−6 | Rapport  |         |            | Spectateurs : 10 851 Arbitrage : Saíd Martínez | Spectateurs : 10 851 Arbitrage : Saíd Martínez |

| 8 juin 2024 | Anguilla | 0 - 4   | Suriname                                       | Raymond E. Guishard Technical Centre, The Valley |                                             |
| 15h30 UTC−4 |          | (0 - 1) | 10e Conraad · 62e 75e Pinas · 87e (csc) Austin | Spectateurs : 600 Arbitrage : Hakeem Harvey      | Spectateurs : 600 Arbitrage : Hakeem Harvey |
| 15h30 UTC−4 | Rapport  |         |                                                | Spectateurs : 600 Arbitrage : Hakeem Harvey      | Spectateurs : 600 Arbitrage : Hakeem Harvey |

| 9 juin 2024 | Saint-Vincent-et-les-Grenadines | 1 - 3   | Salvador                                 | Dr. Ir. Franklin Essed Stadion, Paramaribo  |                                             |
| 16h00 UTC−3 | Anderson 43e                    | (1 - 1) | 10e Henríquez · 60e Tejada · 83e Bonilla | Spectateurs : 200 Arbitrage : Shavin Greene | Spectateurs : 200 Arbitrage : Shavin Greene |
| 16h00 UTC−3 | Rapport                         |         |                                          | Spectateurs : 200 Arbitrage : Shavin Greene | Spectateurs : 200 Arbitrage : Shavin Greene |

| 11 juin 2024 | Porto Rico                                                                                | 8 - 0   | Anguilla | Estadio Juan Ramón Loubriel, Bayamón           |                                                |
| 20h00 UTC−4  | de León 20e (pen.) · Ydrach 33e · Rivera 48e 65e · Antonetti 58e · Ríos 70e · Cardona 90e | (2 - 0) |          | Spectateurs : 10 000 Arbitrage : Oshane Nation | Spectateurs : 10 000 Arbitrage : Oshane Nation |
| 20h00 UTC−4  | Rapport                                                                                   |         |          | Spectateurs : 10 000 Arbitrage : Oshane Nation | Spectateurs : 10 000 Arbitrage : Oshane Nation |

| 4 juin 2025 | Saint-Vincent-et-les-Grenadines                                                 | 6 - 0   | Anguilla | Stade d'Arnos Vale, Kingstown                 |                                               |
|             | Anderson 20e 69e · Stewart 25e (pen.) · Joseph 59e · Edwards 61e · Franklyn 85e | (2 - 0) |          | Spectateurs : 3 500 Arbitrage : Steffon Dewar | Spectateurs : 3 500 Arbitrage : Steffon Dewar |
|             | Rapport                                                                         |         |          | Spectateurs : 3 500 Arbitrage : Steffon Dewar | Spectateurs : 3 500 Arbitrage : Steffon Dewar |

| 6 juin 2025 | Suriname    | 1 - 0   | Porto Rico | Dr. Ir. Franklin Essed Stadion, Paramaribo |                            |
|             | Montnor 79e | (0 - 0) |            | Arbitrage : Nelson Salgado                 | Arbitrage : Nelson Salgado |
|             | Rapport     |         |            | Arbitrage : Nelson Salgado                 | Arbitrage : Nelson Salgado |

| 7 juin 2025 | Anguilla | 0 - 3   | Salvador                             | Raymond E. Guishard Technical Centre, The Valley |                                           |
|             |          | (0 - 2) | 30e Ortíz · 45+5e Gil · 77e Alvarado | Spectateurs : 543 Arbitrage : Filip Dujic        | Spectateurs : 543 Arbitrage : Filip Dujic |
|             | Rapport  |         |                                      | Spectateurs : 543 Arbitrage : Filip Dujic        | Spectateurs : 543 Arbitrage : Filip Dujic |

| 10 juin 2025 | Porto Rico                     | 2 - 1   | Saint-Vincent-et-les-Grenadines | Stade athlétique de Mayagüez, Mayagüez |                                      |
|              | Antonetti 11e · Echevarria 77e | (1 - 0) | 47e Anderson                    | Arbitrage : Randy Encarnación Solano   | Arbitrage : Randy Encarnación Solano |
|              | Rapport                        |         |                                 | Arbitrage : Randy Encarnación Solano   | Arbitrage : Randy Encarnación Solano |

| 10 juin 2025 | Salvador | 1 - 1   | Suriname    | Stade Cuscatlán, San Salvador                |                                              |
|              | Gil 32e  | (1 - 1) | 19e Lonwijk | Spectateurs : 20 675 Arbitrage : Jon Freemon | Spectateurs : 20 675 Arbitrage : Jon Freemon |
|              | Rapport  |         |             | Spectateurs : 20 675 Arbitrage : Jon Freemon | Spectateurs : 20 675 Arbitrage : Jon Freemon |

## Buteurs

### 5 buts
- Gervane Kastaneer
- Oalex Anderson

### 4 buts
- Dorny Romero

### 3 buts
- Orlando Galo
- Warren Madrigal
- Rangelo Janga
- Oscar Santis
- Shamar Nicholson
- Warner Brown
- Caniggia Elva
- Jaime Moreno

### 2 buts
- Niall Reid-Stephen
- Reggie Lambe
- Zeiko Lewis
- Djair Parfitt
- Manfred Ugalde
- Álvaro Zamora
- Juninho Bacuna
- Troy Jules
- Audel Laville
- Rafael Núñez
- Brayan Gil
- Jermaine Francis
- Myles Hippolyte
- Darius Johnson
- Alejandro Galindo
- Rubio Rubin
- Deon Moore
- Louicius Don Deedson
- Duckens Nazon
- Edwin Rodríguez
- Bancy Hernández
- José Luis Rodríguez
- Leandro Antonetti
- Jeremy de León
- Wilfredo Rivera
- Tyrone Conraad
- Justin Lonwijk
- Jaden Montnor
- Levi García
- Nathaniel James
- Reon Moore
- Duane Muckette
- Malcolm Shaw
- Dante Sealy

### 1 but
- Raheem Deterville
- Walter Bennett
- Diederick Luydens
- Isai Marselia
- Wood Julmis
- Omani Leacock
- Devonte Richards
- Carlos Bernárdez
- Julian Carpenter
- Kole Hall
- Sachiel Ming
- Joshwa Campbell
- Josimar Alcócer
- Alejandro Bran
- Alonso Martínez
- Jeyland Mitchell
- Joseph Mora
- Andy Rojas
- Gerald Taylor
- Jorge Aguirre
- Pedro Bravo
- Maikel Reyes
- Jeremy Antonisse
- Kevin Felida
- Kenji Gorré
- Jearl Margaritha
- Xander Severina
- Javid George
- Elvin Alvarado
- Nelson Bonilla
- Jairo Henríquez
- Santos Ortíz
- Rafael Tejada
- Regan Charles-Cook
- Keishean Francois
- Kayden Harrack
- Joshua Isaac
- Saydrel Lewis
- Óscar Castellanos
- José Carlos Martínez
- José Morales
- José Carlos Pinto
- Nicolás Samayoa
- Allen Yanes
- Osaze De Rosario
- Nathan Ferguson
- Omari Glasgow
- Liam Gordon
- Jean-Kévin Duverne
- Danley Jean Jacques
- Bryan Labissiere
- Duke Lacroix
- Frantzdy Pierrot
- Ruben Providence
- Mondy Prunier
- Kervin Arriaga
- Rubilio Castillo
- Anthony Lozano
- Getsel Montes
- Andy Najar
- Bryan Róchez
- David Ruíz
- Alexy Vega
- Luis Vega
- Kaheim Dixon
- Jon Russell
- Brandon Barzey
- Mark Rogers
- Kaleem Simon
- Juan Barrera
- Harold Medina
- Jacob Montes
- Eric Davis
- Ismael Díaz
- Fidel Escobar
- José Fajardo
- Eduardo Guerrero
- Cristian Martínez
- Jovani Welch
- César Yanis
- Nicolás Cardona
- Steven Echevarría
- Darren Ríos
- Roberto Ydrach
- G'Vaune Amory
- Ethan Bristow
- Romaine Sawyers
- Tyreece Simpson
- Tiquanny Williams
- Peter Pearson
- Ridel Stanislas
- Noah Dollenmayer
- Peter González
- Jimmy Kaparos
- Heinz Mörschel
- Edarlyn Reyes
- Kyle Edwards
- Kirtney Franklyn
- Micah Joseph
- Cornelius Stewart
- Sheraldo Becker
- Jeredy Hilterman
- Shaquille Pinas
- Ajani Fortune
- Alvin Jones
- Kevin Molino
- Ryan Telfer

### but contre son camp
- Steven Austin
- Wesley Robinson
- Donervon Daniels